# Ghiacciaio Kohler
Il ghiacciaio Kohler (in inglese Kohler Glacier) è un ampio ghiacciaio situato nell'entroterra della costa di Walgreen, nella parte orientale della Terra di Marie Byrd, in Antartide. Il ghiacciaio, il cui punto più alto si trova circa 400 m s.l.m., fluisce in direzione nord partendo dal ghiacciaio Smith, di cui costituisce un ramo, passando attraverso la dorsale di Kohler e costeggiando il versante orientale delle cime Jenkins fino ad entrare nel ghiaccio pedemontano Maumee e andando quindi ad alimentare la piattaforma glaciale Dotson.

## Mappa
Nelle immagini sottostanti è possibile vedere la mappa del flusso del ghiacciaio Kohler, da quando si distacca dal flusso del ghiacciaio Smith a quando entra nella piattaforma di ghiaccio Dotson, a est della penisola Martin. 

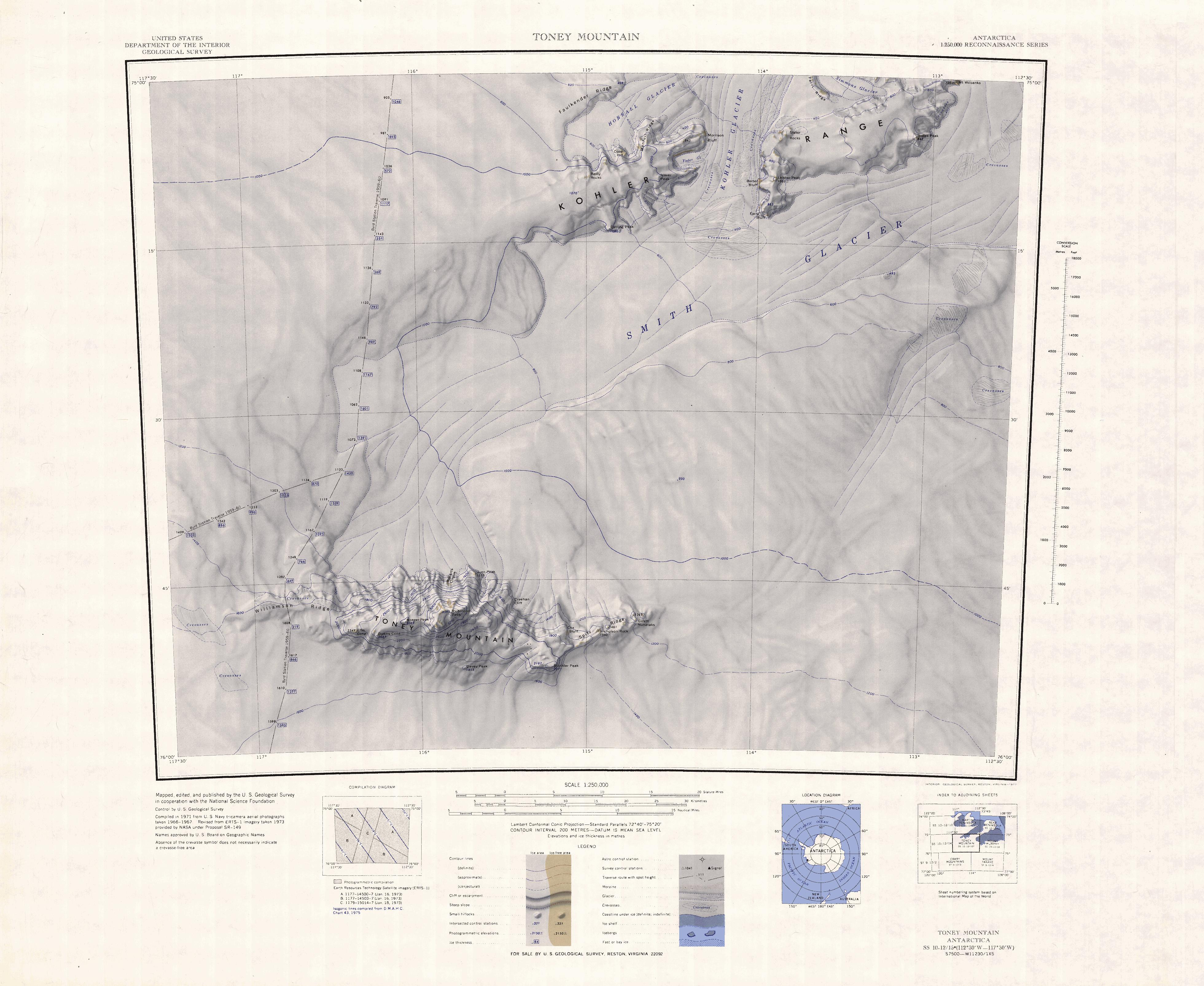
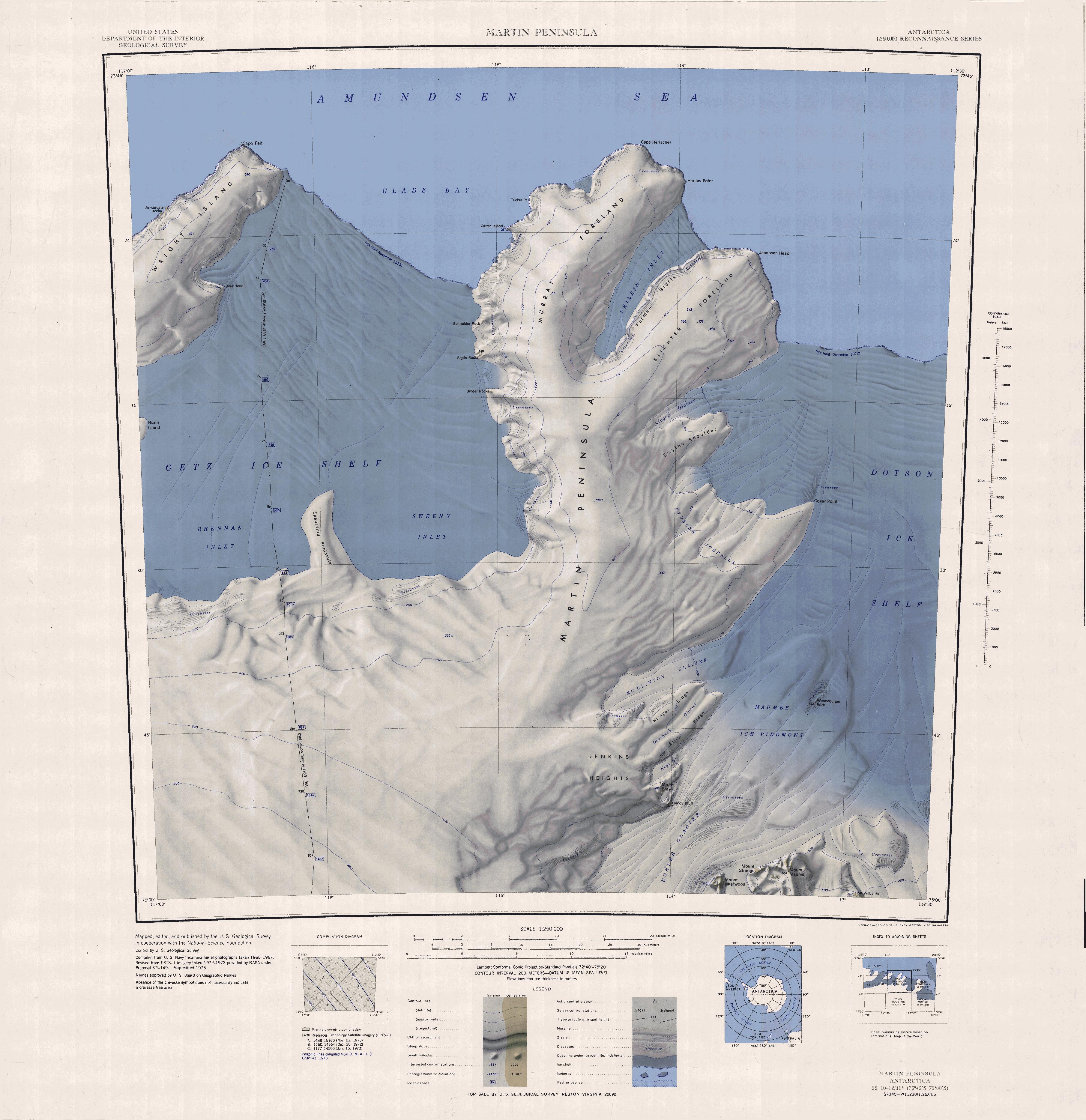

## Storia
Il ghiacciaio Kohler è stato mappato dallo United States Geological Survey grazie a ricognizioni terrestri dello stesso USGS e a fotografie aeree scattate dalla marina militare statunitense (USN) nel periodo 1959-1965; esso è stato poi così battezzato dal Comitato consultivo dei nomi antartici in associazione con la dorsale di Kohler.